# Chimarra florida
Chimarra florida là một loài Trichoptera trong họ Philopotamidae. Chúng phân bố ở miền Tân bắc.